# Карлсен, Петтер
Пе́ттер Ка́рлсен (род. 19 декабря 1979, Алта, Норвегия) — певец норвежского происхождения.

## Биография
В 2006 году выпустил мини-альбом «A Taste Of What To Come». В апреле 2008 года он подписывает контракт с норвежским отделением EMI и записывает свой дебютный альбом, выпущенный в 2009 году — «You go bird». 31 января 2011 года Петтер презентовал свой второй альбом — «Clocks dont count», вышедший на независимом лейбле «Friskt Pust Records/Musikkoperatørene».

## Концертная деятельность
Петтер Карлсен выступает на разогреве у группы Anathema в рамках тура, посвящённого поддержке диска «We’re Here Because We’re Here», в 2010—2011 годах.

## Дискография
- 2009 — You go bird (EMI norway)
- 2011 — Clocks dont count (Friskt Pust Records/Musikkoperatørene)